# 韓介
韓介（1550年—？），字于石，號贞斋，山東青州府臨淄縣人，軍籍，明朝政治人物。

## 生平
萬曆元年（1573年）癸酉科山東鄉試第十三名，萬曆八年（1580年）庚辰科會試第一百八十名，登三甲第一百八十二名進士。都察院觀政，本年授寶應知縣，十四年行取，十月选授南京浙江道御史，丁憂歸。十八年补山西道御史，差两浙巡盐，十九年十二月因举刺不当，降调大理寺评事，二十年告病。二十一年复除本寺，二十二年升户部主事，二十四年养病。二十七年京察闲住。

## 家族
曾祖韓能；祖父韓昂，曾任医官；父韓超然，曾任知縣。母孟氏。